# 相模栗壳蟹
相模栗壳蟹（学名：Arcania sagamiensis）为玉蟹科栗壳蟹属的动物。分布于日本以及中国大陆的海南等地，生活环境为海水，一般栖息于沿岸带浅水中。
种名 sagamiensis 意为日本“相模湾的”。